# Лейкленд-терьер
Лейкленд-терьер (англ. lakeland terrier) — английская порода охотничьих собак. Относится к группе малых терьеров, используемых для норной охоты.
Другое написание названия породы — Лейкленд терьер. Также ранее порода называлась паттердейл-терьер.
На данный момент порода признана в следующих кинологических федерациях: FCI, AKC, KCGB, CKC, ANKC, NKC, NZKC, CET, APRI, ACR, DRA, NAPR.

## История породы
Лейкленд-терьер был выведен в Англии, в горах Озёрного края в XVIII веке предположительно на основе таких пород как бордер-терьер, бедлингтон-терьер, денди-динмонт-терьер, фокстерьер и старо-английский жесткошёрстный терьер. Точно установить породы, легшие в основу лейкленд-терьера, не представляется возможным, так как на стадии формирования породы не велись полноценные племенные книги.
Порода выводилась в качестве собаки-крысолова для защиты фермерских хозяйств от грызунов (крысы, кролики, суслики). Впоследствии эта порода начала также использоваться в качестве охотничьей по норной дичи. Постепенно применение лейкленд-терьера в качестве охотничьей собаки стало основным использованием собак этой породы.
Участие в выставке собаки этой породы впервые приняли в 1912 году. При этом первый полноценный официальный стандарт породы был принят только в 1928 году Английским кеннел-клубом.
В Международной кинологической федерации (FCI) стандарт породы лейкленд терьер впервые был принят в 1937 году, а окончательный его вариант сформировался к 1954 году.

## Характер
Лейкленд-терьер обладает активным характером и сильным темпераментом, что является типичным для терьеров. Эти собаки легко возбудимы, подвижны, склонны к шумным и активным играм. В работе лейкленды азартны и упрямы.
В силу развитого охотничьего инстинкта содержание с другими видами домашних животных может быть осложнено, так как лейкленды могут проявлять стремление к охоте на них. В силу развитого территориального инстинкта эти собаки могут использоваться для сигнального облаивания при охране территорий.
С членами эти собаки контактны и ласковы, высоко ориентированы на человека. К посторонним людям относятся настороженно, но без проявления агрессии.
Лейкленды обладают высоким интеллектом и способны осваивать большое количество команд, однако в силу темперамента в процессе обучения они могут отвлекаться, что требует от владельцев повышенного внимания и терпения к собакам во время обучения.

## Применение
Исторически лейкленд-терьеры использовались для охоты, а также для защиты сельскохозяйственных угодий от грызунов.
В наше время собаки этой породы продолжают использоваться в охоте и в охотничьих соревнованиях с использованием механической дичи. Также лейкленды стали применяться в качестве собак-компаньонов и для занятий спортом с собаками.

## Уход и здоровье
Собаки этой породы отличаются хорошим здоровьем и не требуют специального ухода. Выраженные породные заболевания отсутствуют.
Шерсть требует регулярной тримминговки и подстригания, как и у большинства других терьеров.
Лейклендам требуются достаточно высокие физические нагрузки и активный выгул. Средняя продолжительность прогулки с ними должна составлять не менее двух часов, в течение которых у этих собак будет постоянное активное движение.

## Стандарт FCI[1]
Общий вид Лейкленд-терьер был выведен для охоты на грызунов в невысоких, труднопроходимых горах Озёрного края. Это маленькая, рабочая собака крепкого сложения и квадратного формата. У неё глубокий и относительно узкий корпус, что позволяет собаке протискиваться в расщелины. Лейкленд довольно высоконог, чтобы легко передвигаться по пересечённой, труднопроходимой местности, у него длинная шея, плавно переходящая в высокую холку, и короткая линия верха, заканчивающаяся высокопоставленным хвостом, весёлый, дружелюбный и самоуверенный нрав, но не слишком агрессивный. Он бдителен и всегда готов к работе. У лейкленда гибкие и изящные движения с прямолинейным, свободным, длинным шагом. У него прямоугольная голова с мощными челюстями и треугольной формы уши, густая, проволокообразная шерсть с длинным украшающим волосом на конечностях и морде.
Рост, пропорции, сложение. Идеальная высота в холке взрослой собаки составляет 37 см.
Допускается отклонение на 1 см в ту или иную сторону. Суки примерно на 2,5 см меньше, чем кобели.
Вес гармонично сложенного взрослого кобеля в хорошей выставочной кондиции составляет приблизительно 7,7 кг. Собаки другого роста весят соответственно больше или меньше.
Кобели квадратного формата, суки могут быть несколько более растянутыми, чем кобели. Важнее всего гармоничность и пропорциональность сложения.
Лейкленд должен иметь достаточно крепкий костяк и сложение, чтобы выглядеть крепкой, рабочей собакой.
Пороки. Приземистость, массивный корпус; лёгкое, нежное, грубое сложение.
Голова. Выражение глаз зависит от настроения собаки в данный момент. Обычно оно настороженное, но может быть и решительным, и весёлым, и даже проказливым. Глаза довольно маленькие, овальные, поставленные прямо и достаточно широко. У собак печёночного или печёночного с подпалом окрасов глаза тёмно-ореховые или коричневого цвета с коричневыми краями век. У собак других окрасов глаза от тёплого коричневого цвета до чёрного с тёмными краями век. Уши маленькие, в форме равностороннего треугольника, изгиб уха находится чуть выше линии черепа. Внутренний край уха плотно прилегает к голове, конец направлен к наружному углу глаза. Черепная часть плоская и умеренно широкая. Щеки плоские и гладкие. Переход ото лба к морде едва заметен. Морда крепкая, спинка носа прямая, подглазничные пространства заполнены. Голова прямоугольная, хорошо сбалансирована, расстояние от точки перехода ото лба к морде до затылочного бугра равно расстоянию от точки перехода ото лба к морде до мочки носа. Пропорции головы важны для определения правильного породного типа. Печёночный цвет мочки носа допускается только у собак печёночного окраса. Губы тёмные, челюсти мощные. Зубы относительно большие, прикус прямой или ножницеобразный.
Недостатки. Светлая мочка носа, так называемый зимний нос.
Пороки. Слишком длинная или короткая морда, голова клиновидной формы, розовая или пятнистая мочка носа.
Дисквалифицирующие пороки. Перекус или недокус.
Шея, линия верха, корпус. Шея длинная, сухая, чистых линий, но крепкая, без подвеса; постепенно расширяясь, плавно переходит в высокую холку. Линия верха (от холки до основания хвоста) короткая и прямая. Корпус крепкий и гибкий. Грудь относительно узкая, овальная, глубокая, доходит до локтей. Ребра упругие, выпуклые у позвоночника. Лейкленд-терьер — порода умеренных статей. Поясница крепкая, короткая, хотя у сук может быть несколько длиннее, живот умеренно подобран. Хвост высокопосаженный, обычно купируется, поэтому, когда собака находится в выставочной стойке, кончик хвоста находится на одном уровне с затылочным бугром. Желательно, чтобы в движении он был высоко поднят и слегка загибался вперёд. За хвостом — хорошо выраженные седалищные бугры, которые более заметны у кобелей, чем у сук.
Пороки. Массивная или бочкообразная, мелкая или узкая грудная клетка; закинутый над спиной хвост.
Пояс передних конечностей. Лопатки косо поставлены. Локти находятся прямо под холкой. Лопатки по сравнению с плечами длинные, что обеспечивает хорошие углы сочленений, сохраняя прямой переднюю часть терьера. Мускулатура лопаток плоская и крепкая. Локти, в стойке или движении, прижаты к телу. При взгляде спереди или сбоку предплечья крепкие, сухие, прямые. Пясти почти отвесные. Лапы круглые, компактные и крепкие, направлены вперёд. Подушечки толстые, чёрные или тёмно-серые, у собак печёночного окраса — коричневые. Когти крепкие, чёрные или в тон окраса. Пятые пальцы удаляются.
Пояс задних конечностей Бёдра мощные, мускулистые. Задние конечности с хорошими углами сочленений, но не настолько выраженными, чтобы нарушить сбалансированность между передними и задними конечностями, что обеспечивает правильность движений. Коленные суставы не развёрнуты ни внутрь, ни наружу. Скакательные суставы низко опущены. Плюсны отвесные. При осмотре сзади скакательные суставы параллельны друг другу. Лапы такие же, как на передних конечностях. Прибылые пальцы, если таковые имеются, удаляют.
Шерстный покров. Остевой волос жёсткий на ощупь и проволокообразный, подшёрсток мягкий, плотно прилегающий, он не должен быть более обильным, чем остевой волос. Чтобы подчеркнуть силуэт собаки, шерсть лейкленда выщипывают вручную. Внешний вид должен быть ухоженным и рабочим. Шерсть на голове, ушах, груди, плечах и за хвостом триммингуется коротко и ровно. Шерсть на корпусе длиннее (1—2,5 см), она волнистая или прямая, более жёсткая и густая, длинная шерсть на конечностях и морде, но не обильная и должна быть ухоженной. Конечности должны иметь цилиндрическую форму. Морда триммингуется традиционно для терьеров: над глазами волосы длиннее, что придает голове прямоугольную форму. Сверху глаза закрыты, но открыты спереди, придавая лейкленду озорное выражение.
Пороки. Подстриженная собака.
Окрас. Может быть любым.
Одноцветные окрасы включают в себя голубой, чёрный, печёночный, красный и пшеничный.
Чепрак покрывает загривок и спину, спускаясь на бока корпуса и верх хвоста. Он может быть голубым, чёрным, печёночным или «в седине».
Остальные части тела собаки (голова, горло, плечи и конечности) пшеничного или золотисто-желтовато-коричневого цвета.
Чепрак «в седине» создается вкраплением красных или пшеничных волос, смешанных в различных пропорциях чёрного, голубого или печёночного окрасов чепрака.
Движения. Прямолинейные и свободные, с хорошим вымахом передних и сильным толчком задних конечностей. При взгляде спереди или сзади ноги движутся прямо, не выворачиваясь ни наружу, ни внутрь, локти прижаты к телу, скакательные суставы параллельны. При увеличении скорости движения конечности направляются к линии центра тяжести (не следует путать со связанными движениями).
Темперамент. Лейкленд-терьер — смелая, весёлая, дружелюбная, уверенная в себе собака.
Пороки. Трусость, неуравновешенный характер.